# Principe de publicité des débats judiciaires
Le principe de publicité des débats judiciaires est la règle que les procédures judiciaires sont présumées accessibles au public et aux médias.
Il s'agit d'un fondement démocratique visant à garantir la transparence juridique et le droit à un procès équitable. L'audience peut être restreinte ou à huis clos s'il y a risque d'atteinte à la vie privée ou selon certaines circonstances.

## Droit international
Le principe est consacré par l'article 6 de la Convention européenne des droits de l'homme et l'article 14 du Pacte international relatif aux droits civils et politiques.

## Droit par pays

### Belgique
Les articles 148 et 149 de la Constitution imposent la transparence juridique.

### Canada
Dans l'arrêt  Vancouver Sun (Re), la Cour suprême du Canada affirme que le principe de la publicité des débats judiciaires renforce la confiance du public dans le système de justice.

### France
Le principe de publicité des débats judiciaires est également connu en droit français. Il fait débat dans les affaires de viol. En cas de viol sur mineure, il le huis clos est de rigueur.

### Suisse
Le principe de publicité des débats judiciaires ou de publicité de la justice fait partie du droit suisse.